# Oreaeschna
Oreaeschna är ett släkte av trollsländor. Oreaeschna ingår i familjen mosaiktrollsländor.
Kladogram enligt Catalogue of Life:
| Oreaeschna | \| \| Oreaeschna dictatrix \| \| \| \| \| \| Oreaeschna dominatrix \| \| \| \| |
|            | \| \| Oreaeschna dictatrix \| \| \| \| \| \| Oreaeschna dominatrix \| \| \| \| |
|            | Oreaeschna dictatrix                                                           |
|            |                                                                                |
|            | Oreaeschna dominatrix                                                          |
|            |                                                                                |